# Günther Frederik Karel I van Schwarzburg-Sondershausen
Günther Frederik Karel I (Sondershausen, 5 december 1760 – aldaar, 22 april 1837) was van 1794 tot 1835 vorst van Schwarzburg-Sondershausen.

## Leven
Günther Frederik Karel was de zoon van vorst Christiaan Günther III en Charlotte Wilhelmina van Anhalt-Bernburg, dochter van Victor II Frederik van Anhalt-Bernburg.
Hij volgde in 1794 zijn vader op en trad in 1807 samen met Lodewijk Frederik II van Schwarzburg-Rudolstadt toe tot de Rijnbond, waardoor hij als soeverein heerser werd erkend. Hij trad in 1815 toe tot de Duitse Bond en vaardigde in 1816 de eerste grondwet uit. In 1811 en 1823 sloot hij verdragen met Saksen-Weimar-Eisenach en Saksen-Gotha-Altenburg tot verdere verduidelijking van de gecompliceerde leenrechtelijke betrekkingen tussen de Ernestijnse hertogdommen. In 1819 trad hij als eerste Duitse vorst toe tot de Pruisische Zollverein. De constitutie van 1816 werd in 1830 herzien. Deze herziening werd echter met weinig instemming begroet en werd reeds een jaar later weer ingetrokken.
Door zijn uiterst conservatieve beleid maakte hij zijn eigen positie onhoudbaar. Hij deed op 19 augustus 1835 na een geënsceneerde revolutie afstand van zijn waardigheid ten gunste van zijn zoon Günther Frederik Karel II. Hij trok zich verbitterd terug op het jachtslot Zum Possen en stierf op 22 april 1837.

## Huwelijk en kinderen
Günther Frederik Karel I was sinds 1799 gehuwd met Caroline, dochter van Frederik Karel van Schwarzburg-Rudolstadt. Uit dit huwelijk werden twee kinderen geboren:
- Emilie Frederika Charlotte (1800-1867), gehuwd met Leopold II van Lippe
- Gunther Frederik Karel II (1801-1889)

Daarnaast verwekte hij nog enige onwettige kinderen, die later gewettigd werden.